# Mont-Saint-Martin (Ardennes)
Mont-Saint-Martin ist eine französische Gemeinde mit 88 Einwohnern (Stand: 1. Januar 2022) im Département Ardennes in der Region Grand Est (bis 2015 Champagne-Ardenne). Sie gehört zum Arrondissement Vouziers, zum Kanton Attigny und zum Gemeindeverband Argonne Ardennaise.

## Geographie
Die Gemeinde Mont-Saint-Martin liegt sieben Kilometer südwestlich von Vouziers. Umgeben wird Mont-Saint-Martin von den Nachbargemeinden Sugny im Norden, Saint-Morel im Osten, Liry im Süden, Semide im Westen sowie Contreuve im Nordwesten.

## Bevölkerungsentwicklung
| Jahr                       | 1962 | 1968 | 1975 | 1982 | 1990 | 1999 | 2007 | 2015 | 2019 |
| Einwohner                  | 153  | 133  | 118  | 95   | 83   | 75   | 83   | 77   | 87   |
| Quellen: Cassini und INSEE |      |      |      |      |      |      |      |      |      |

## Sehenswürdigkeiten
- Kirche Saint-Martin, erbaut im 16. Jahrhundert, Monument historique seit 1926[1]

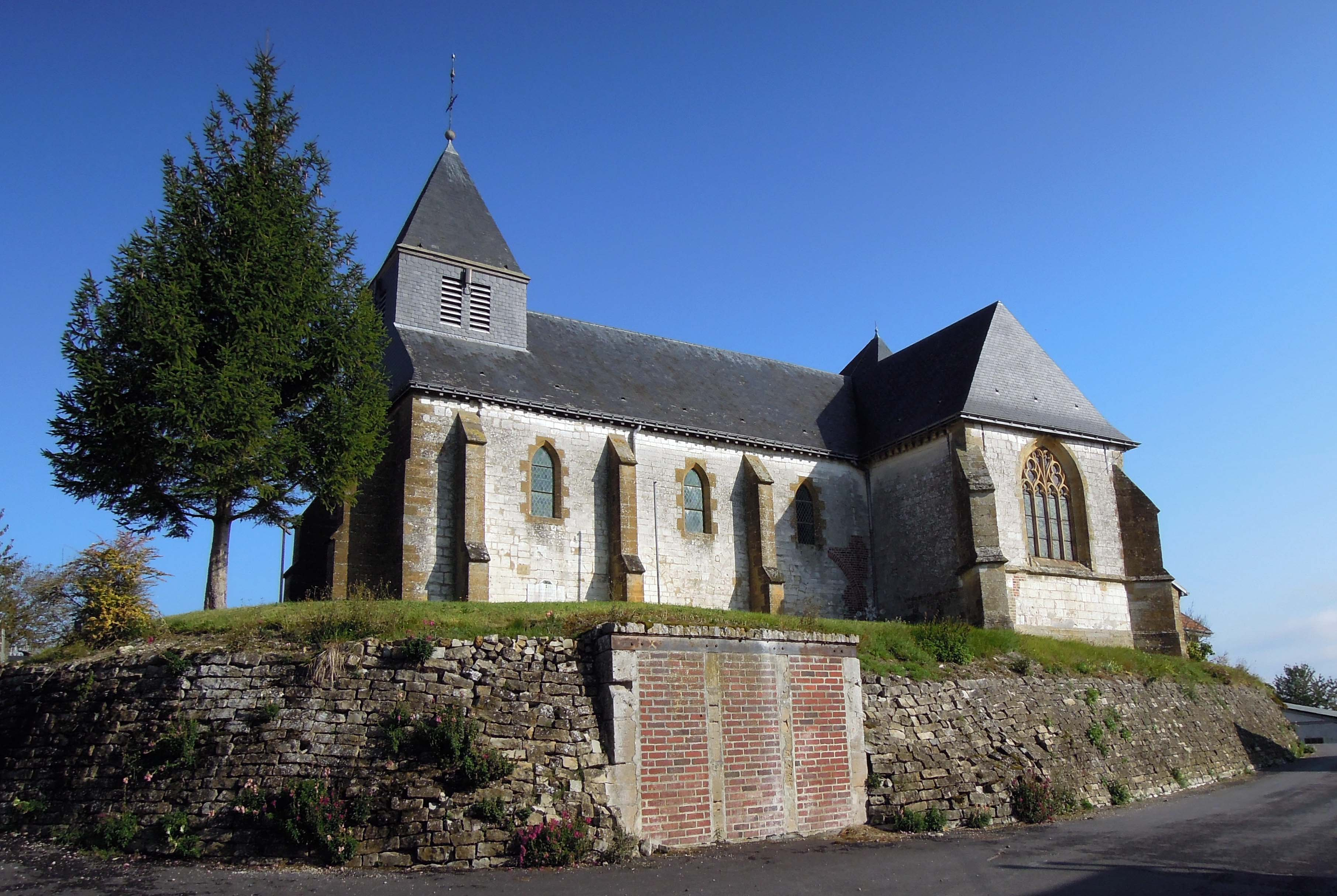
Kirche Saint-Martin